# Ranunculus raeae
Ranunculus raeae Exell – gatunek rośliny z rodziny jaskrowatych (Ranunculaceae Juss.). Występuje naturalnie w Demokratycznej Republice Konga, Burundi, Tanzanii, Zambii, Malawi oraz Mozambiku. 

## Morfologia
PokrójBylina o mniej lub bardziej owłosionych pędach. Dorasta do 60 cm wysokości. Korzenie są bulwiaste.
LiścieSą dłoniaste, trój- lub pięciosieczne.
KwiatySą pojedyncze. Pojawiają się na szczytach pędów. Mają żółtą barwę. Dorastają do 15–20 mm średnicy. Działki kielicha są nietrwałe. Mają 5 płatków o długości 8–10 mm.

## Biologia i ekologia
Rośnie na podmokłych łąkach. Występuje na wysokości do 2100 m n.p.m.